# Catenicella imperfecta
Catenicella imperfecta är en mossdjursart som först beskrevs av Harmer 1957.  Catenicella imperfecta ingår i släktet Catenicella och familjen Catenicellidae. Inga underarter finns listade i Catalogue of Life.